# Solms-laubachia prolifera
Solms-laubachia prolifera là một loài thực vật có hoa trong họ Cải. Loài này được (Maxim.) J.P.Yue, Al-Shehbaz & H. Sun mô tả khoa học đầu tiên năm 2008.